# Robert Šavlakadze
Robert Michajlovič Šavlakadze (in russo Роберт Михайлович Шавлакадзе?, in georgiano რობერტ შავლაყაძე?, Robert' Shavlaqadze; Tbilisi, 1º aprile 1933 – Tbilisi, 4 marzo 2020) è stato un altista sovietico.

## Biografia
Cresciuto sportivamente nella Dynamo di Tbilisi, deve la sua fama alla medaglia d'oro ottenuta ai Giochi olimpici del 1960 a Roma, dove saltando 2 metri e 16 sconfisse in finale il grande favorito John Thomas e la giovane promessa Valerij Brumel'. Grazie a quella vittoria fu insignito quello stesso anno dell'Ordine di Lenin. Successivamente partecipò anche alle Olimpiadi di Tokyo nel 1964, arrivando però solo quinto.

## Palmarès

### Giochi olimpici
- Roma 1960 - Oro nel salto in alto